# Meioneta simplicitarsis
Meioneta simplicitarsis là một loài nhện trong họ Linyphiidae.
Loài này thuộc chi Meioneta. Meioneta simplicitarsis được Eugène Simon miêu tả năm 1884.